# Hans Wilbert Petri
Hans Wilbert Petri (* 23. Juli 1901 in Hilchenbach; † 8. August 1944 bei Warschau) war ein deutscher Jurist und Oberbürgermeister von Wattenscheid.

## Persönliche Daten und Ausbildung
Hans Wilbert Petri wurde als Sohn eines königlichen Seminarlehrers und Studienrats geboren und studierte nach dem Abitur an einem Bochumer Gymnasium Volkswirtschaft sowie Staats- und Rechtswissenschaften an der Philipps-Universität Marburg. Im Sommersemester 1921 wurde er Mitglied der Marburger Burschenschaft Germania. 1921 wurde er auch Mitglied im Freikorps Oberland und war mit diesem in Oberschlesien im Einsatz. Er bestand nach seinem Ersten Staatsexamen 1926 auch das Referendarexamen und im Anschluss 1927 die Assessoren-Prüfung. Außerdem wurde er 1938 von der Universität Bonn zum Dr. jur. promoviert (Thema der Dissertation: Staatsrecht und Staatslehre bei Konrad Heresbach).

## Berufliche Laufbahn
Petri wurde nach Ablegung beider juristischer Staatsexamina zum Gerichtsassessor beim Landgericht Bielefeld ernannt. Zum 1. März 1932 trat er der NSDAP bei (Mitgliedsnummer 1.018.112) und wurde am 16. April 1933 zum kommissarischen Oberbürgermeister als Staatskommissar der damals kreisfreien Stadt Wattenscheid ernannt, nachdem der bisherige Oberbürgermeister Paul Ueberhorst (SPD) am 3. April 1933 seines Amtes enthoben und in „Schutzhaft“ genommen worden war, weil er sich geweigert hatte, die Hakenkreuzfahne zu hissen. Danach wurde er für 12 Jahre zum Oberbürgermeister dieser Stadt bestellt.
Dieses Amt übte er de facto aber nur bis 1939 aus. Mit der Gründung des Reichskommissariats für die Festigung deutschen Volkstums (Reichskommissar war Heinrich Himmler) wurde er, da er SS-Mitglied (SS-Nummer 382.535) war, zu dieser neuen Behörde einberufen und zum stellvertretenden Amtschef im Stabshauptamt ernannt. 1940 wurde er dann zur Waffen-SS versetzt und nahm als Hauptsturmführer der SS-Division Totenkopf an den Kämpfen 1944 um Warschau teil. Dabei wurde er am 8. August 1944 getötet.
Hans Wilbert Petri war verheiratet. Sein Sohn Klaus Petri, später Rechtsanwalt und Notar in Lippstadt, ebenfalls Mitglied der Marburger Burschenschaft Germania, war Anlass und Verursacher der sogenannten Petri-Affäre.